# Hymenostomatida
Ordre
Les Hymenostomatida sont un ordre de Ciliés de la classe des Oligohymenophorea.

## Liste des familles et des genres sans famille
Selon GBIF (17 septembre 2023) :
Familles
- Bromeliophryidae Foissner, 2003
- Cinetochilidae Perty, 1852
- Cohnilembidae Kahl, 1933
- Curimostomatidae Jankowski, 1968
- Deltopylidae Song & Wilbert, 1989
- Deltopyluidae
- Frontonidae
- Frontoniidae Kahl, 1926
- Glaucomidae Corliss, 1971
- Ichthyophthiriidae Kent, 1881
- Malacophryidae Foissner, 1980
- Ophryoglenidae Kent, 1881
- Parauronematidae Small & Lynn, 1985
- Pseudocohnilembidae Evans & Thompson, 1964
- Tetrahymenidae Corliss, 1952
- Turaniellidae Didier, 1971
- Urocentridae Claparède & Lachmann, 1858
- Uronematidae Thompson, 1964

Genres non rattachés à une famille
- Chasmatostoma Engelmann, 1862
- Discozoon Vuxanovici, 1960
- Physalophrya Kahl, 1931
- Pleurochilidium Stein, 1860
- Pseudoglaucoma Kahl, 1931

## Systématique
Le nom valide de ce taxon est Hymenostomatida Delage & Hérouard, 1896.